# Nederländerna i olympiska vinterspelen 1948
Nederländerna deltog med 4 deltagare vid de olympiska vinterspelen 1948 i Sankt Moritz. Ingen av landets deltagare erövrade någon medalj.